# Миссула (кратер)
Миссула (англ. Missoula) — 180-метровый ударный кратер на Марсе, расположен в гораздо более крупном кратере Гусева. Координаты кратера — 14°34′14″ ю. ш. 175°29′01″ в. д. / 14,5708194° ю. ш. 175,4837972° в. д.. Кратер Миссула не стал целью изучения марсохода Спирит по причине молодых горные породы, которые наблюдались и ранее. Ровер обогнул его по северному краю, и направился на юго-восток.

Панорама кратера Миссула (в правом верхнем углу), снятая марсоходом Спирит в 2004 году